# Östergötlands runinskrifter 158
Runinskrift Ög 158 är en vikingatida runsten på kyrkogården vid Tingstads kyrka mellan Norrköping och Söderköping. Den har tidigare gått under signum Ög Fv1959;95, men benämnes nu Ög 158 $ i Samnordisk runtextdatabas.

## Stenen
Stenen hittades 1955 invid långhusmurens sydöstra hörn och hade utgjort en del av golvet i det vapenhus som fanns där fram till 1860.I verket Östergötlands runinskrifter, utgivet 1911-1917, står under rubriken 158-159 blott "P A Säve säger, att en runsten i västra kyrkdörren är borttagen, likaså en annan, som, efter uppgift av artisten Mandelgren, skulle finnas i gamla vapenhuset."
Stenen med den inskrift som alltså nu fått bli landskapets nummer 158 är 2,2 meter hög och av granit. Ristningen består av normalrunor i en ormslinga. Ormens huvud ses ur fågelperspektiv, vilket som stildrag tyder på att inskriften är gjord någon gång mellan cirka 1010 och cirka 1050. I translittererad form lyder runinskriften enligt nedan:  

## Inskriften
Translitterering av runraden:
suartufþi × rasti × stain × þisa × iftiʀ + uiktiarf × faþur × s-- ×
Normalisering till runsvenska:
Svarthaufði ræisti stæin þessa æftiʀ Vigdiarf, faður s[inn].
Översättning till nusvenska:
Svarthövde reste denna sten efter Vigdjärv, sin fader.